# 望月薫雄
望月 薫雄（もちづき しげお、1935年 - ）は、日本の官僚。元建設事務次官。元住宅金融公庫総裁。

## 来歴
長野県穂高町（現・安曇野市）生まれ。東京大学法学部卒業後、建設省入省。道路局次長、建設経済局長、大臣官房長を経て、1993年（平成5年）に建設事務次官に就任。
退官後は建設省顧問、建設経済研究所理事長を経て1997年（平成9年）に住宅金融公庫総裁。退任後は不動産適正取引推進機構理事長を務める。

## 略歴
- 1958年（昭和33年）9月29日 国家公務員採用上級試験（法律）合格
- 1959年（昭和34年） 東京大学法学部卒業、建設省入省
- 九州地方建設局総務部人事課長
- 1968年（昭和43年）7月1日 茨城県開発部開発第一課長
- 内閣総理大臣官房国土総合開発対策室主任室員補
- 1974年（昭和49年）6月26日 国土庁長官官房総務課広報室長
- 1976年（昭和51年）6月11日 建設省計画局総括計画官
- 1978年（昭和53年）4月6日 兼計画局総務課環境管理官
- 1978年（昭和53年）6月16日 建設省都市局下水道部下水道企画課長
- 1980年（昭和55年）4月1日 兵庫県都市住宅部長
- 1983年（昭和58年）7月1日 建設省都市局都市総務課長
- 1984年（昭和59年）6月16日 建設大臣官房会計課長
- 1986年（昭和61年）6月17日 建設省道路局次長
- 1988年（昭和63年）1月12日 建設省建設経済局長
- 1990年（平成2年）7月3日 建設大臣官房長
- 1993年（平成5年）7月2日 建設事務次官
- 1995年（平成7年）6月21日 退官
- 1995年（平成7年）6月22日 建設省顧問
- 1996年（平成8年）6月30日 同退任
- 1996年（平成8年）7月 財団法人建設経済研究所理事長
- 1997年（平成9年）6月1日 住宅金融公庫総裁
- 1998年（平成10年）6月5日 住宅金融公庫総裁（再任）
- 2005年（平成17年）8月2日 同依願退任
- 2009年（平成21年）11月3日 瑞宝重光章受章